# Географія Косова

Фізична мапа Косова

Республіка Косово — країна, що розташована на Балканському півострові на півдні Європи. З площею 10 908 км², Косово є однією з найменших країн у Європі за площею, але і однією з найбільш густонаселених, з населенням 1 859 203 жителі (оцінка 2014), щільність становить 159 осіб/км².

## Загальні дані
Косово лежить всередині континенту, за 85 км від узбережжя Адріатичного моря. За формою край нагадує ромб, кожна з діагоналей якого простягається приблизно на 145 км. Основна частина території Косова являє собою піднесену рівнину, яка ділиться на дві приблизно рівні міжгірські улоговини: східну — Косово, або Косово Поле (частина велетенського Дунайського басейну), і західну — Метохію, якою протікають притоки Дрина — річки, що несе свої води в Адріатику. По периметру краю височіють середньогірські масиви: Мокра гора, Рогізна та Копаонік — на півночі, Голяк і Црна-Гора — на сході, Шар-Планіна — на півдні і Проклетіє — на заході.
Гори визначають кордони Косова з Албанією і Північною Македонією. Найвища точка — на горі Джеравіца (2556 м). По Косову протікають річки: Білий Дрин, Ситниця, Південна Морава та Ібар.
Найбільші міста — Приштина з населенням близько 500 тисяч чоловік і Призрен з населенням близько 120 тисяч.

## Клімат

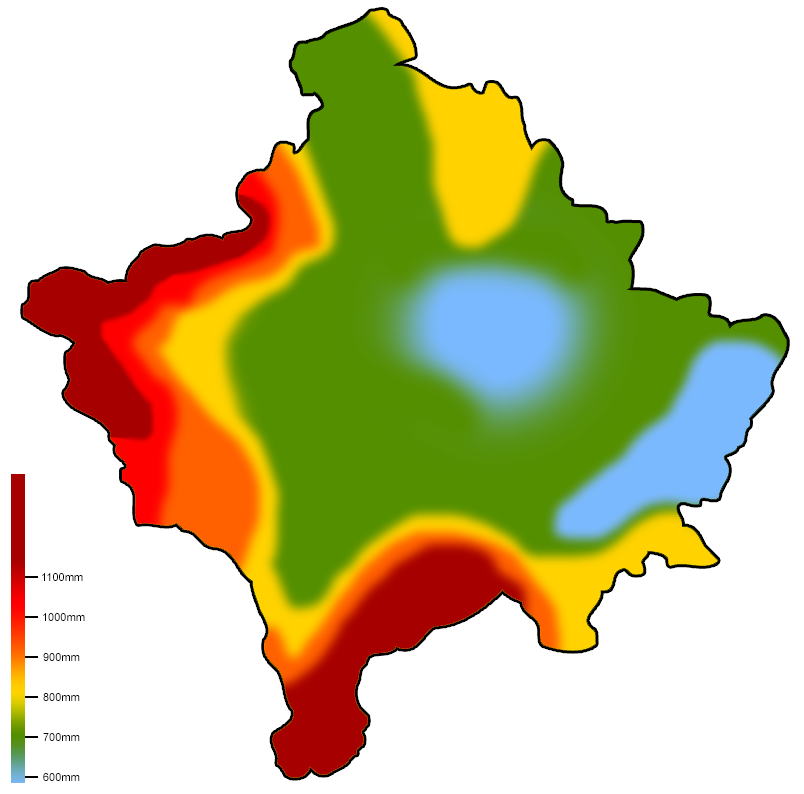
Мапа опадів Косова

Клімат помірний або субсередземноморський. Зима характеризується великою кількістю опадів, тоді як решта року зазвичай посушлива. Весна і осінь переважно з дрібними опадами. Це зумовлено тим, що Косово загороджене високими горами, які запобігають раптовому вторгненню холодних повітряних мас з півночі і північного заходу. Клімат характеризується теплим сухим літом. Кількість опадів становить менш як 1000 мм на рік.
Сонячний період триває 2079 годин на рік або 5,7 години в день, що становить 47 % потенціалу сонячної енергії. Середня температура у січні −0,9 °С), у липні й серпні 20,9 °C). Середня температура взимку становить близько 1 °С, навесні й восени близько 10,8 °С, та 20,8 °C в літній час. Максимальне значення температури в Косові становить +37…+39 °C, а мінімальні значення зафіксовані до −32,5 °C. Негативні екстремальні значення температури в Косові дуже рідкісні, в іншому випадку вони завдають великої шкоди сільському господарству, особливо винограду і фруктовим деревам.

## Рельєф

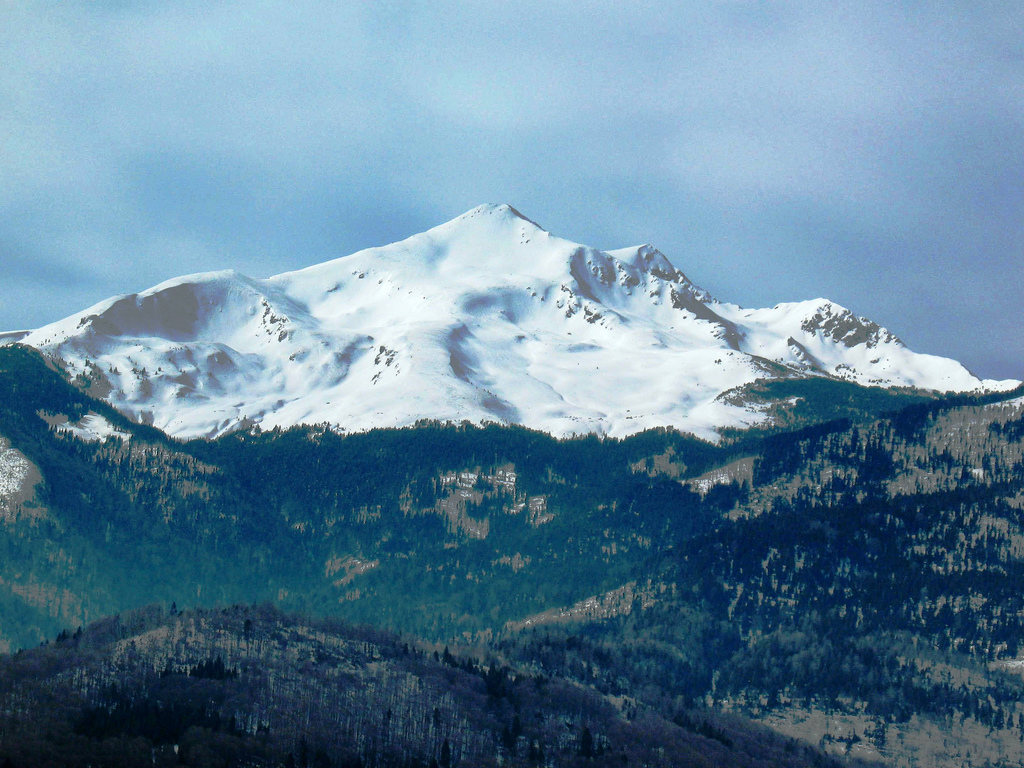
Джеравіца — найвища вершина Косова

Рельєф складається з хребтів, гір, западин і долин, створених тектонічним рухом, ерозією тощо. Гори вкривають близько 63 % території і розділені на кілька груп: периферійні і центральні гори, високий, середній і низький.
Периферійні гори мають гірські хребти в формі дистальної позиції, груп гір і ізольованих гір, що лежать на території Косова і або виходять за його межі. Центральні гори це невисокі гори, займають меншу площу, ізольовані або в групах і лежать у межах території Косова. До периферійних гір належать Албанські Альпи, Шарські гори, хребет Коритник, Карадагський хребет, масиви Копаонік і Рогозна. Центральні гори простягаються у внутрішній частині Косова між Косовською рівниною і Дукаджіні. Ці гори на півдні й на півночі, пов'язані із Шарськими горами.

## Гідрологія
Велика частина території Косова належить до водозбору Чорного моря (50,7 %), решта (43,5 %) належить до басейну Адріатичного моря і невелика частина 5,8 % належить до водозбору Егейського моря. До річок чорноморського басейну належать: Ситниця, Ібер, Дреніца, Ллапі і Морава з притоками Кріворєка та Бінчес. До водозбору Адріатичного моря належать річки: Дрин з притоками Істок, Печ, Дечані, Ереніку, Призрен, Топлуха, Міруша, Клину тощо, в той час як до вододілу Егейського моря належать невеликі річки Лепенчі та Неродімя. Найбільші озера — Газивода, Радонич, Батлава і Бадовац.
Водоспади Косова й Метохії:
- Водоспад на Білому Дрині заввишки 25 метрів, лежить недалеко від села Радовац.
- Водоспади Міруші в регіоні Метохія.

## Корисні копалини
На території Косова виявлено великі поклади корисних копалин: свинцю, цинку, нікелю, кобальту, бокситів і магнезиту. Запаси рідкісних мінералів: індій, кадмій, германій, талій і цеоліт. Родовища лігніту (бурого вугілля) оцінюються більш ніж у 15 млрд тонн, що дає Косову можливість вести їх експлуатацію протягом 150—200 років, розвиваючи енергетику.
Запаси руд олова і цинку оцінюються в 42, 2 мільйони тонн (74 % запасів Сербії). Запаси нікелю і кобальту оцінюються в 13, 3 мільйони тонн, бокситів — в 1, 7 мільйона тонн, магнезиту — в 5, 4 мільйони тонн.
У Косові видобувають золото, срібло (срібні і золоті копальні Ново-Брдо), залізо, кобальт, платину, мідь, а також рідкісні мінерали.
Комбінат «Трепча», що існує понад 70 років (він об'єднує 14 шахт і 8 різних збагачувальних фабрик), останніми роками знизив вироблення через брак якісної сировини. У 2000 році комбінат закрили.
З 16 наявних шахт свинцю і цинку в Косові працюють тільки 2, з численних вугільних кар'єрів — тільки один (забезпечує вугіллям ТЕС «Обилич»).

## Флора і фауна
Докладніше: Біорізноманіття Косова
Флора і фауна досить багаті через вплив середземноморського клімату У цьому контексті Шар-Планіна і Албанські Альпи є двома найбільш важливими областями для біорізноманіття Косова. Рідколісся Шар-Планіни є середовищем існування 86 видів судинних рослин, тоді як Албанські Альпи є домом для 128 ендемічних видів.

### Флора

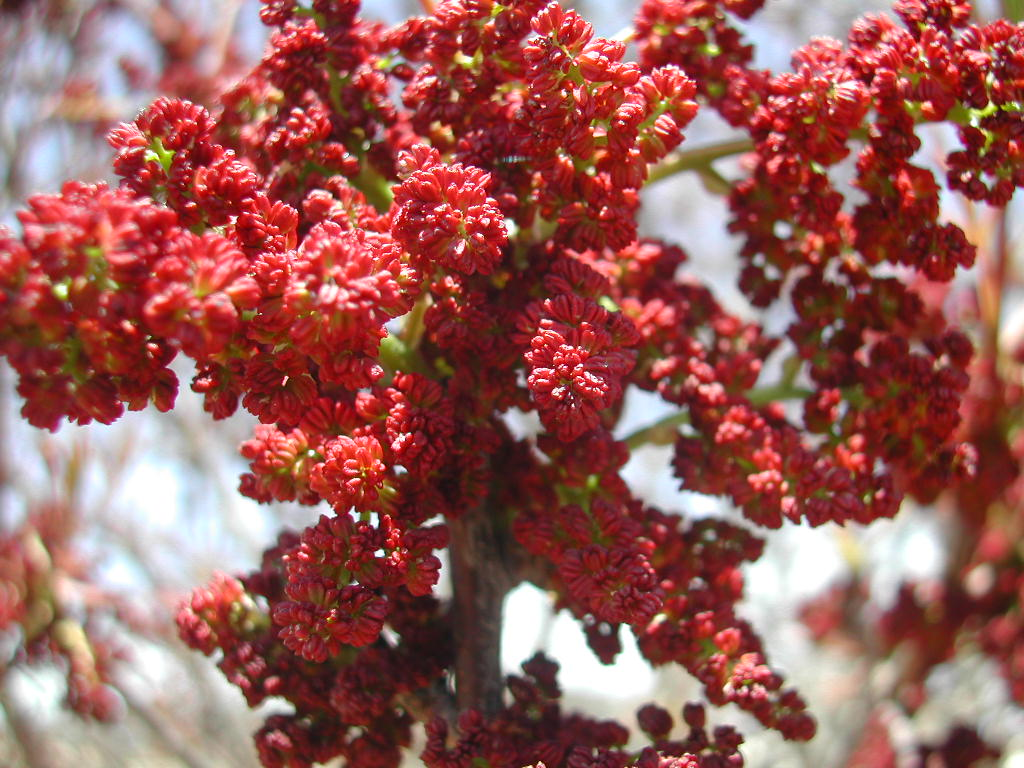
Pistacia palaestina, характерний вид косовських лісів

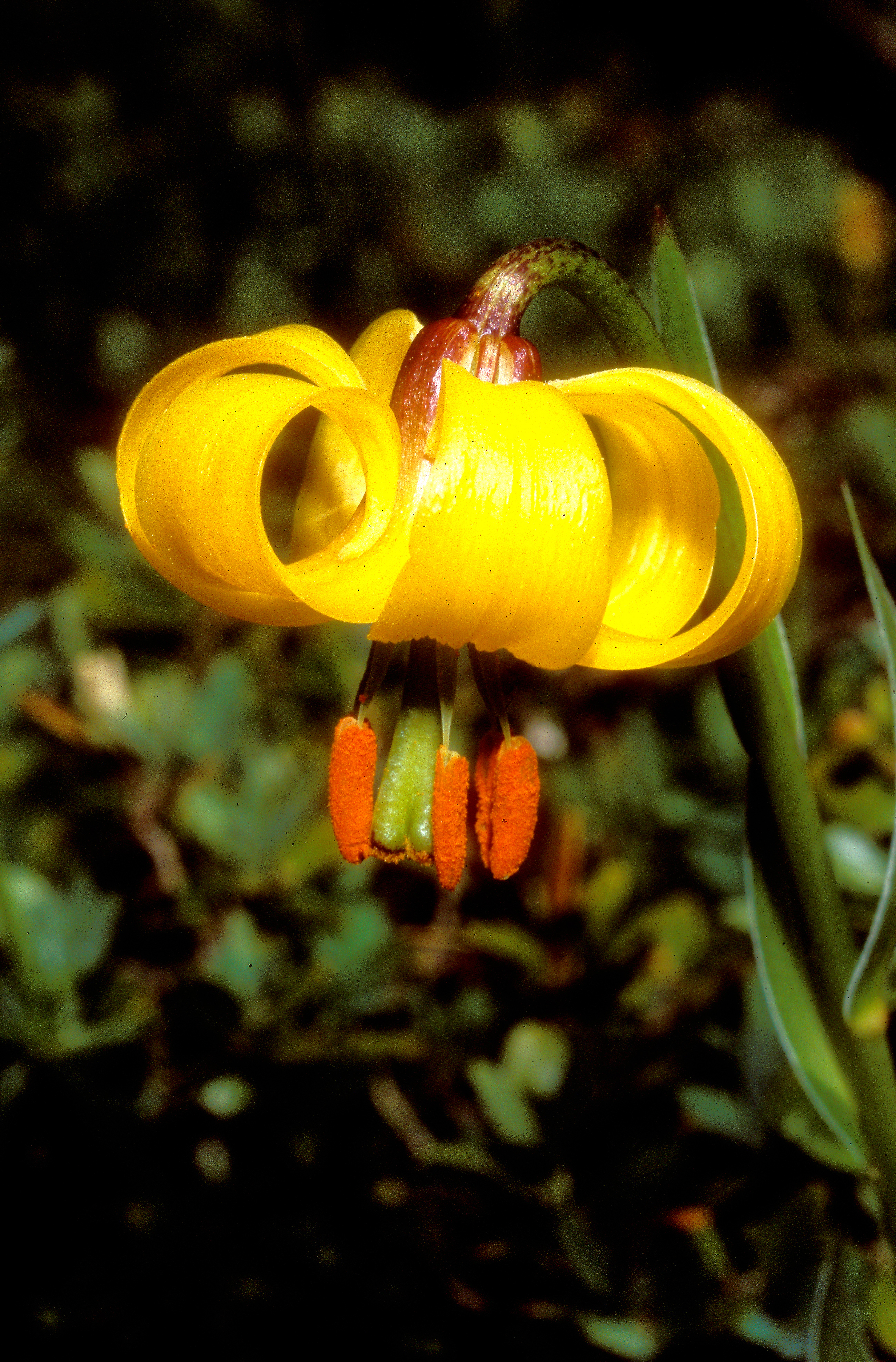
Албанська лілія

Через вплив середземноморського клімату, кілька рослин, що характерні для субсередземноморських регіонів, є в лісах Косова, в тому числі терпентинне дерево (Pistacia terebinthus), ашпарагус дикий (Asparagus acutifolius), ломиніс пекучий (Clematis flammula) та берізка мальвоподібна (Convolvulus althaeoides).
Інші види, поширені в лісах Косова й не виняткові для середземноморського клімату:
- Бирючина звичайна (Ligustrum vulgare)
- Анемона блакитна (Anemone apennina)
- Хмілеграб звичайний (Ostrya carpinifolia)
- Граб східний (Carpinus orientalis)
- Ліщина турецька (Corylus colurna)
- Форзиція (Forsythia europaea)

#### Зникаючі види
Є кілька видів рослин у косовських лісах, які вважаються під загрозою зникнення, за класифікацією Агентства з охорони навколишнього середовища Косова:
- Narcissus poeticus
- Tulipa gesneriana
- Trollius europaeus
- Lilium albanicum
- Fritillaria graeca
- Dianthus scardicus
- Wulfenia carinthiaca
- Taxus baccata
- Acer heldreichii
- Quercus trojana
- Ulmus minor

### Тваринний світ

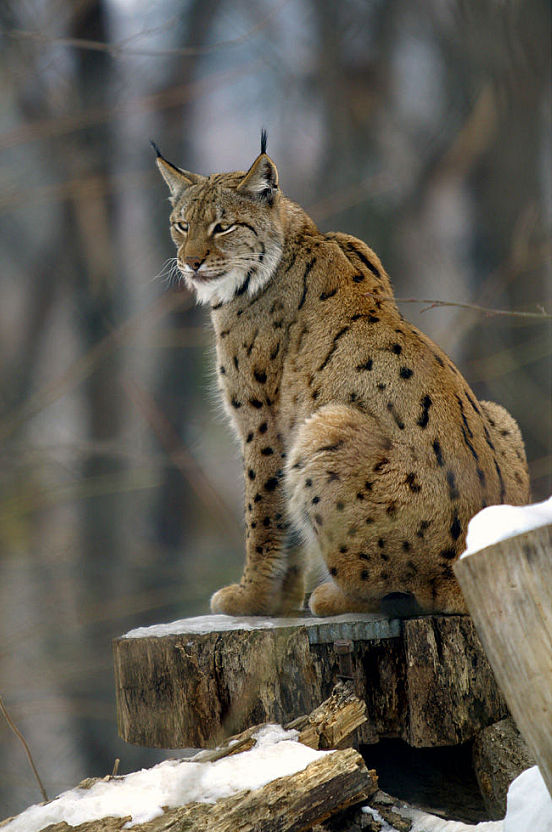
Рись

Тваринний світ Косова складається з широкого спектра видів через різноманітність рельєфу країни, екологічних факторів та географічного розташування. Там є одинадцять природних заповідників, які стали домівкою для таких видів, як:
- Ведмідь бурий (Ursus arctos)
- Рись звичайна (Lynx lynx)
- Сарна (Rupicapra rupicapra)
- Беркут (Aquila chrysaetos)
- Тетерук (Tetrao urogallus)
- Лелека білий (Ciconia ciconia)
- Боривітер степовий (Falco naumanni)
- Гадюка рогата (Vipera ammodytes)
- Миша хатня (Mus musculus)
- Вовчок сірий (Glis glis)